# Arhopala molta
Arhopala molta är en fjärilsart som beskrevs av Evans 1957. Arhopala molta ingår i släktet Arhopala och familjen juvelvingar. Inga underarter finns listade i Catalogue of Life.